# آکادمی هنرهای زیبای وین

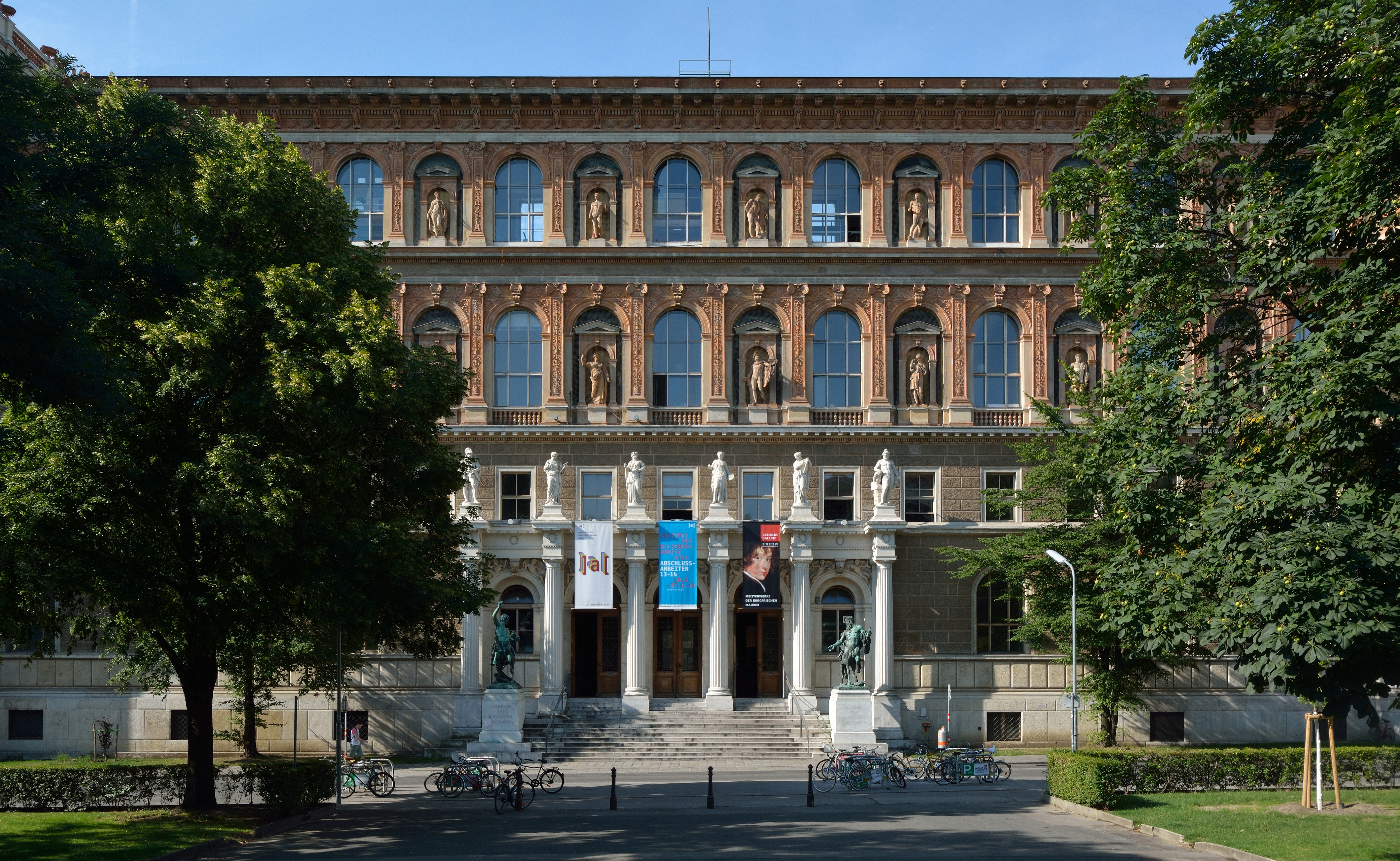
ساختمان اصلی

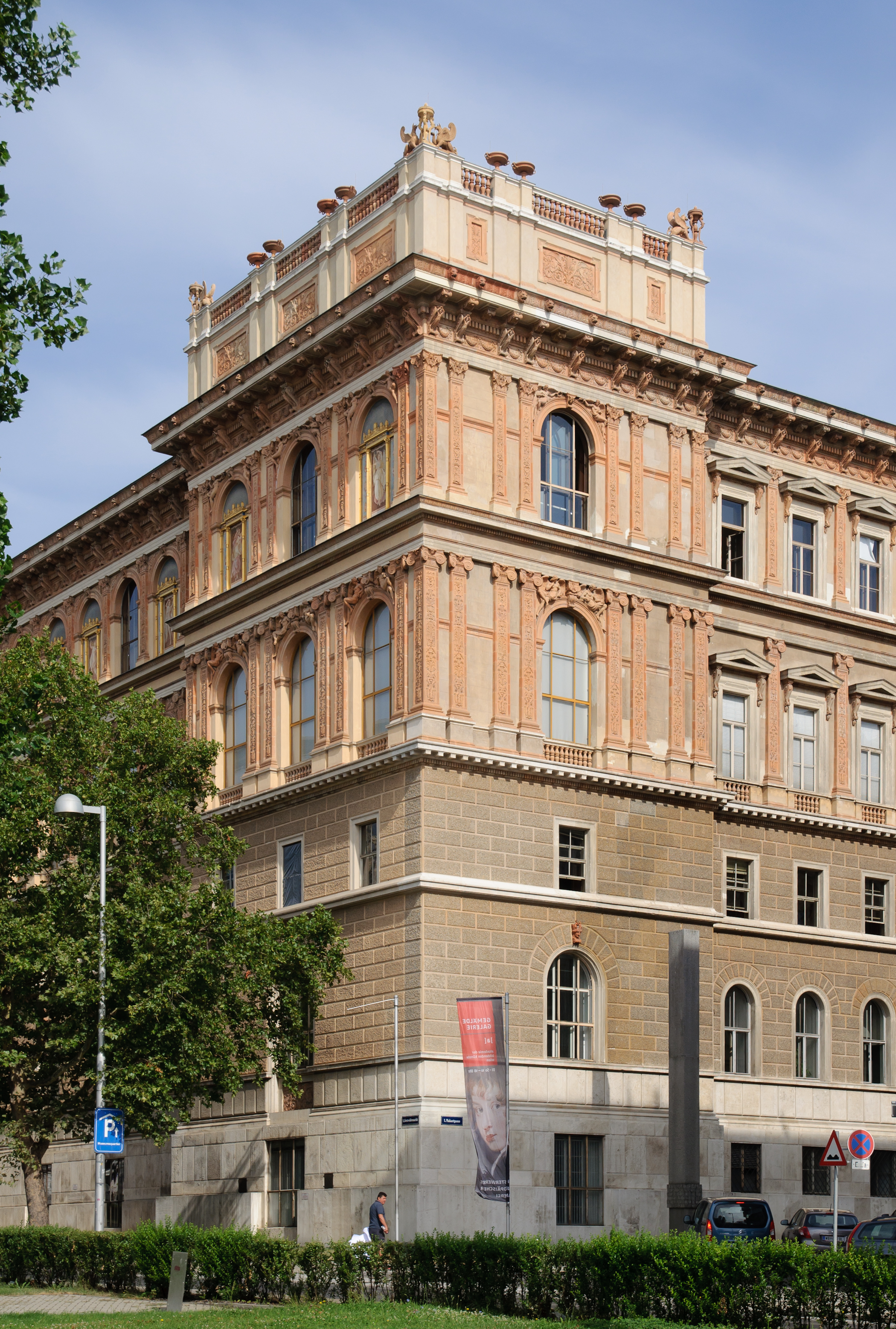
بخشی از ساختمان آکادمی هنرهای زیبا وین

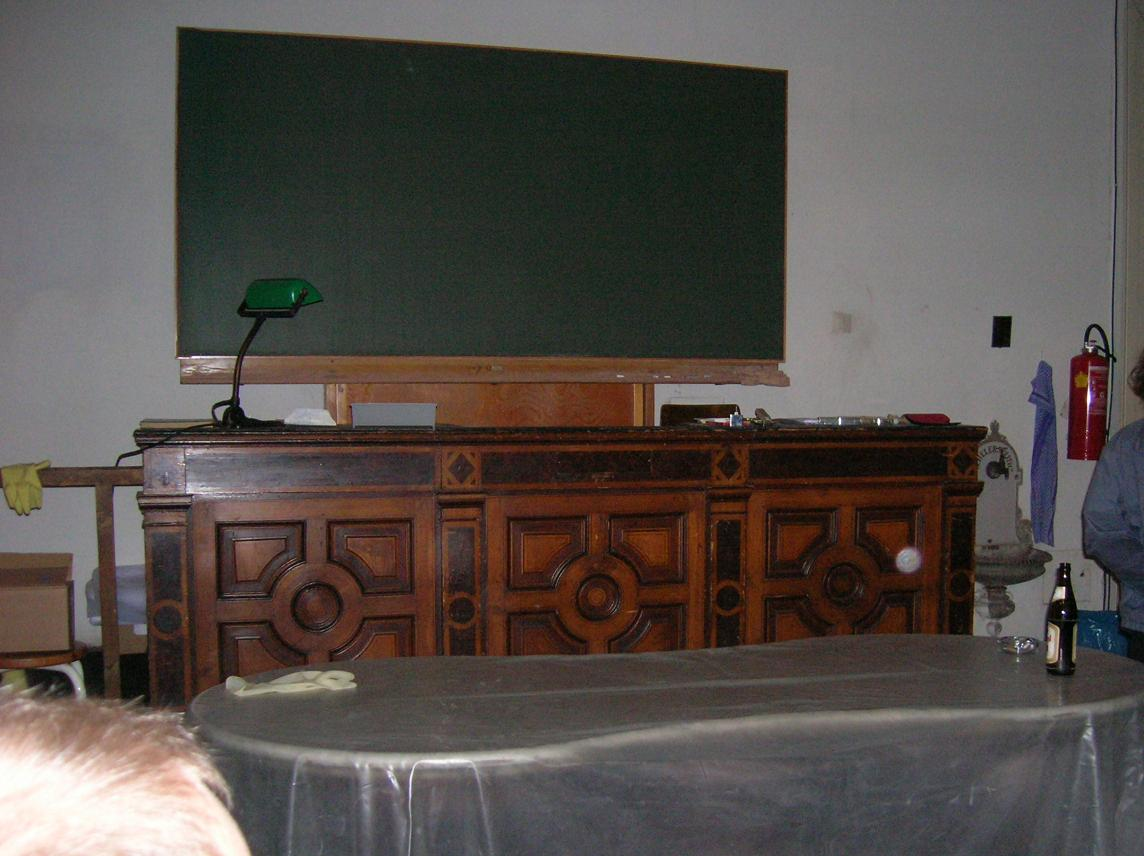
یکی از کلاس‌های آکادمی

آکادمی هنرهای زیبا وین (آلمانی: Akademie der bildenden Künste Wien) یک مدرسه هنر در وین، اتریش است.
این آکادمی در سال ۱۶۹۲ میلادی تأسیس شده دانش‌آموختگان مطرحی همچون هانس هولاین، گاتفرید هلن‌واین، آلفرد هردلیچکا و اگون شیله داشته‌است.

## ساختار
- مؤسسه هنرهای زیبا: نقاشی انتزاعی. هنر و رسانه‌های دیجیتال؛ هنر و عکاسی؛ هنر و پژوهش؛ هنر مفهومی؛ نقاشی متنی؛ گسترش فضای تصویری؛ نقاشی فیگوراتیو. هنر گرافیک و تکنیک‌های چاپ دستی؛ مجسمه‌سازی شی؛ هنر نمایشی - مجسمه‌سازی، Video and Video-installation; Textual Sculpture
- مؤسسه مطالعات تئوری هنر و فرهنگی (تئوری هنر، فلسفه، تاریخ)
- مؤسسه حفاظت و مرمت
- مؤسسه علوم طبیعی و فناوری در هنر
- مؤسسه دوره‌های تدریس آموزش متوسطه (صنعت‌گری، طراحی، هنرهای پارچه‌ای)
- مؤسسه هنر و معماری

## دانش‌آموختگان مطرح
- گاتفرید هلن‌واین
- هانس هولاین
- آلفرد هردلیچکا
- اگون شیله
- رودولف شیندلر (معمار)
- اوتو واگنر

### دیگر دانشجویان و استادان
- آنتون فرانتس مولبرتش (۱۷۲۴–۱۷۹۶)
- فریدریش وان اشمیت (۱۸۲۵–۱۸۹۱)
- آنزلم فویرباخ (۱۸۲۹–۱۸۸۰), استاد
- پتر بهرنس (۱۸۶۸–۱۹۴۰)
- رولان راینر (۱۹۱۰–۲۰۰۴)
- فریدنریخ هاندرتواسر (۱۹۲۸–۲۰۰۰)
- گاتفرید هلن‌واین (زاده ۱۹۴۸)
- آدولف هیتلر